# エチレンジアミン二酢酸
エチレンジアミン二酢酸（英語: ethylenediaminediacetic acid、EDDA）は、化学式が C2H4(NHCH2CO2H)2 の有機化合物である。白色の固体。
共役塩基は四座配位子である。代表的な錯体は Na[Co(EDDA)(CO3)] 。